# Blackburn
Blackburn este un oraș în comitatul Lancashire, regiunea North West, Anglia. Orașul este principala localitate din autoritatea unitară Blackburn with Darwen. 